# Palluaud
Palluaud là một xã thuộc tỉnh Charente trong vùng Nouvelle-Aquitaine tây nam nước Pháp. Xã này có độ cao trung bình 50 mét trên mực nước biển.
Sông Lizonne tạo thành ranh giới phía đông thị trấn.